# Barylestis blaisei
Espèce
Synonymes
- Heteropoda blaisei Simon, 1903

Barylestis blaisei est une espèce d'araignées aranéomorphes de la famille des Sparassidae.

## Distribution
Cette espèce est endémique du Gabon.

## Description
La femelle holotype mesure 20 mm.

## Étymologie
Cette espèce est nommée en l'honneur du Lieutenant de vaisseau Louis Blaise.

## Publication originale
- Simon, 1903 : Études arachnologiques. 33e Mémoire. LII. Étude sur les arachnides recueillis par M. le Lieutenant de vaisseau Blaise dans l'estuaire du Gabon, pendant qu'il commandait la canonnière "la Cigogne" au Congo français (1894-1896). Annales de la Société Entomologique de France, vol. 71, p. 719-725 (texte intégral).